# Wenman Coke (död 1776)
 Wenman Coke, född omkring 1717, död den 11 april 1776, känd som Wenman Roberts till 1750, var en brittisk godsägare och politiker.
Coke var son till major Philip Roberts och Anne Coke. Han antog efternamnet Coke (uttalat som Cook) i stället för sitt fäderneärvda 1750. 1759 övertog han de betydande egendomar som hade tillhört hans morbror, Thomas Coke, 1:e earl av Leicester, innefattande Holkham Hall i Norfolk. 
Coke tillhörde underhuset 1753-1768 och från 1772 till sin död. Sista mandatperioden satt han för valkretsen Norfolk, där han efterträddes av sin son Thomas, som kom att bli en  inflytelserik lantbruksreformator, till vars förmån titeln earl av Leicester återupplivades 1837.